# Neadeloides cinerealis
Neadeloides cinerealis är en fjärilsart som beskrevs av Moore 1867. Neadeloides cinerealis ingår i släktet Neadeloides och familjen Crambidae. Inga underarter finns listade i Catalogue of Life.